# Coelotrypes fasciolatus
Coelotrypes fasciolatus är en tvåvingeart som först beskrevs av Friedrich Hermann Loew 1863.  Coelotrypes fasciolatus ingår i släktet Coelotrypes och familjen borrflugor. Inga underarter finns listade i Catalogue of Life.